# Río San Salvador
Le río San Salvador, ou simplement San Salvador, est une rivière qui coule en Uruguay, au sud-ouest du département de Soriano. Elle débouche sur le río Uruguay, sur sa rive gauche, après un cours d'environ 100 km.

## Géographie
Le río San Salvador a sa source dans le nord-ouest de la cuchilla de San Salvador, appelée également cuchilla Grande Inferior, qui se trouve entre 100 et 200 mètres d'altitude, puis elle prend une direction vers l'Ouest, arrose la ville de Dolores où elle est franchie par un pont centenaire, et débouche sur la rive gauche du río Uruguay, fleuve qui fait partie du bassin de la Plata. 
Le río San Salvador s'écoule  dans un cours sinueux avec de larges méandres à travers une des régions agricoles les plus fertiles de l'Uruguay, où sont cultivés notamment des céréales,  du tournesol et du lin.

## Liens  externes
- (en) Réseau hydrographique en Uruguay sur l'Encyclopedia Britannica (édition 1911)